# ۴٬۴'-دی‌فلوئوروبنزوفنون
۴،۴'-دی‌فلوئوروبنزوفنون (به انگلیسی: 4,4'-Difluorobenzophenone) با فرمول شیمیایی C۱۳H۸OF۲ یک ترکیب شیمیایی است. که جرم مولی آن ۲۱۸٫۲۰ g/mol می‌باشد. شکل ظاهری این ترکیب، جامد بی رنگ است.